# Obszar spisowy Prince of Wales – Hyder
Obszar spisowy Prince of Wales – Hyder (ang. Prince of Wales – Hyder Census Area) – obszar spisu powszechnego (ang. census area) w Stanach Zjednoczonych położony w stanie Alaska i wchodzący w skład okręgu niezorganizowanego.
Obszar spisowy Prince of Wales – Hyder położony jest na wyspie Annette Island oraz obejmuje jednostkę osadniczą Hyder. Największym miastem położonym na obszarze jest Craig.
Zamieszkany przez 5559 osób. Największy odsetek ludności stanowi ludność biała (50,4%) oraz rdzenni mieszkańcy (39,7%).